# Nube del Toro
La Nube del Toro (o Nube del Toro-Auriga, a causa della sua estensione nella parte sudoccidentale di questa costellazione) è una regione del Braccio di Orione composta principalmente da grandi aggregati di nebulose oscure, ben evidenti in quanto oscurano la luce delle stelle della nostra Galassia in direzione delle costellazioni del Toro (da cui prende il nome) e dell'Auriga.
Il complesso si trova a una distanza di circa 460 anni luce da noi; a differenza di altri vasti complessi nebulosi, questa nube non appare illuminata e dunque visibile poiché nelle sue vicinanze non sono presenti stelle giovani e calde che ne eccitino e ionizzino i gas, che restano dunque neutri. Nella regione sono presenti alcune stelle di grande importanza, prima fra tutte la celebre T Tauri, il prototipo di una classe di stelle variabili molto giovani associate a nebulosità, le variabili T Tauri.

## Osservazione

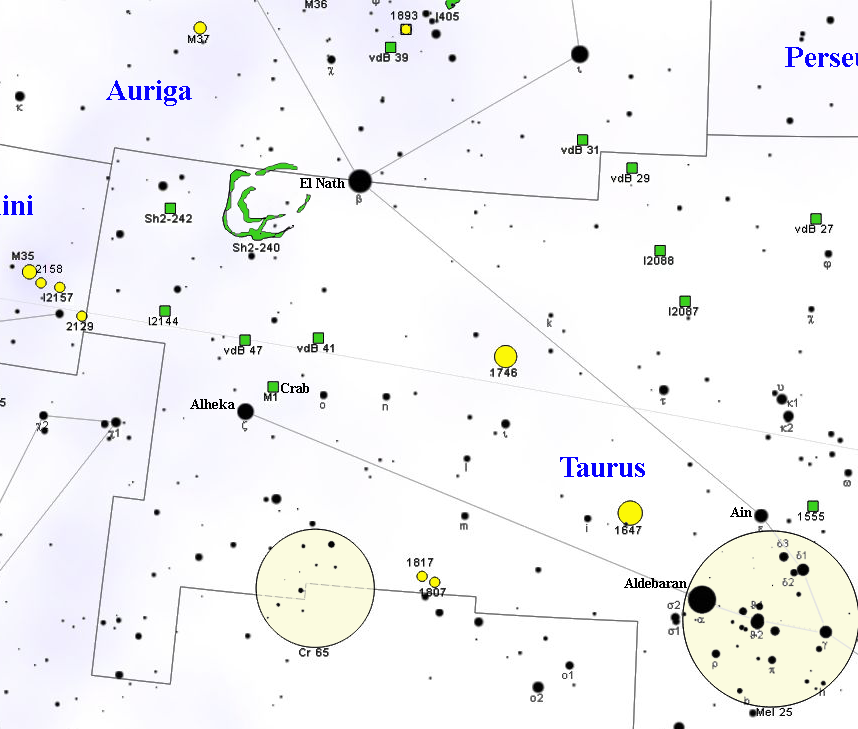
Mappa dell'area in cui si estende il sistema di nubi oscure del Toro.

Il complesso del Toro è una struttura nebulosa dell'emisfero boreale celeste, visibile nella parte orientale del Toro; appare come una serie di aree prive di stelle di fondo in direzione di un tratto della Via Lattea già abbastanza debole, anche a causa del fatto che si tratta della regione dell'anticentro galattico, ossia la direzione opposta al centro galattico.
Trovandosi ad una declinazione settentrionale attorno ai 25°N, la costellazione del Toro è ben osservabile da gran parte delle aree abitate della Terra, sebbene gli osservatori dell'emisfero nord siano privilegiati; questo tratto di cielo diventa circumpolare oltre il circolo polare artico e non visibile a partire da pochi gradi a nord di quello antartico.

### Storia delle osservazioni
I primi studi della regione iniziarono nel 1852, quando John Russell Hind scoprì una piccola nube 18 secondi d'arco ad ovest di una stella di decima magnitudine poco a nord delle Iadi; nell'arco di 15 anni questa nebulosa diminuì in luminosità e attorno al 1868 era già invisibile anche ai grandi telescopi. Si trattava di quella che oggi è nota come NGC 1555, la Nube variabile di Hind. Otto Struve scoprì una nuova nebulosa poco ad ovest della precedente; mentre cercava di reperire queste due nubi, Sherburne Wesley Burnham, verso la fine del XIX secolo, scoprì che la stella T Tauri era circondata da una piccola nebulosa. Nel corso della prima metà del Novecento furono compilati cataloghi di stelle T Tauri, ossia di variabili irregolari di spettro F5-G5 associate a nebulose oscure o luminose; intense ricerche permisero di scoprire un gran numero di questo tipo di stelle, alcune delle quali si presentavano in piccoli gruppi, le associazioni T, oppure in grandi associazioni OB.
Poco dopo la scoperta delle variabili T Tauri, Edward Emerson Barnard iniziò a compiere degli studi fotografici sulle nebulose oscure visibili sul piano galattico; a quel tempo non era ancora stato stabilito se le nebulose oscure fossero regioni vuote della Galassia o nubi di materia che oscura la luce delle stelle retrostanti. Furono questi studi a dirimere la questione. Nell'area del Toro e dell'Auriga sudoccidentale Barnard individuò e catalogò una dozzina di regioni oscure, poste alla distanza di 140-145 parsec; nella nube catalogata come B7, Barnard notò alcune condensazioni brillanti e un piccolo numero di piccole nubi circolari del diametro di 5-8 primi d'arco, più una lunga e irregolare linea oscura che connette B7 a B22 e una linea più corta che punta verso B18.

## Ambiente galattico e linea di vista

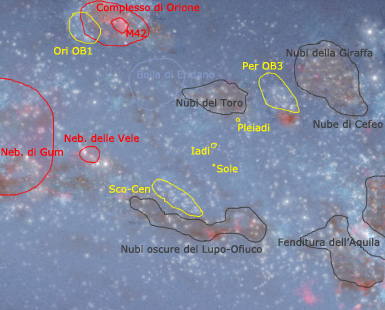
Mappa del Braccio di Orione entro un raggio di 500 parsec dal Sole.

L'area di cielo del complesso del Toro è caratterizzata dalla presenza di diversi addensamenti di stelle di quarta e quinta magnitudine, ben visibili ad occhio nudo al punto che sotto buone condizioni atmosferiche è una delle aree maggiormente ricche di stelle di sottofondo osservabili in un cielo notturno. Tuttavia, anche con un binocolo si nota che questa regione è tanto ricca di stelle di quinta e sesta magnitudine, quanto povera di stelle di brillantezza minore; questo fatto è dovuto alla presenza di una gran quantità di nubi oscuranti.
Che questa regione galattica sia particolarmente polverosa lo si evince con facilità anche dall'ammasso delle Pleiadi, le cui stelle sono circondate da diverse tenui nebulose che brillano di riflessione; d'altra parte, l'ammasso delle Iadi, fra i più vicini a noi, non mostra evidenza di nebulosità fra le sue stelle. Le Iadi distano da noi circa 150 anni luce, mentre le Pleiadi, con una distanza di 440 anni luce, si trovano al limite periferico del complesso nebuloso. A una distanza simile si trova pure la stella λ Tauri.
Il complesso del Toro è a stretto contatto fisico con una superbolla di gas in espansione causata dall'esplosione di un'antica supernova, la Bolla di Eridano, che prende il nome dalla vicina costellazione di Eridano; oltre questa estesa bolla si trovano alcune associazioni stellari molto sparse, come Cr 65, composto da alcune stelle dalla quinta all'ottava magnitudine visibile al confine fra Toro e Orione, la cui distanza è stata stimata sui 310 parsec (circa 1000 anni luce). I due ammassi aperti visibili sullo sfondo, NGC 1647 e NGC 1746, sono posti ben al di là della regione oscura a distanze rispettivamente di 540 e 420 parsec (1760 e 1370 anni luce).

## Struttura

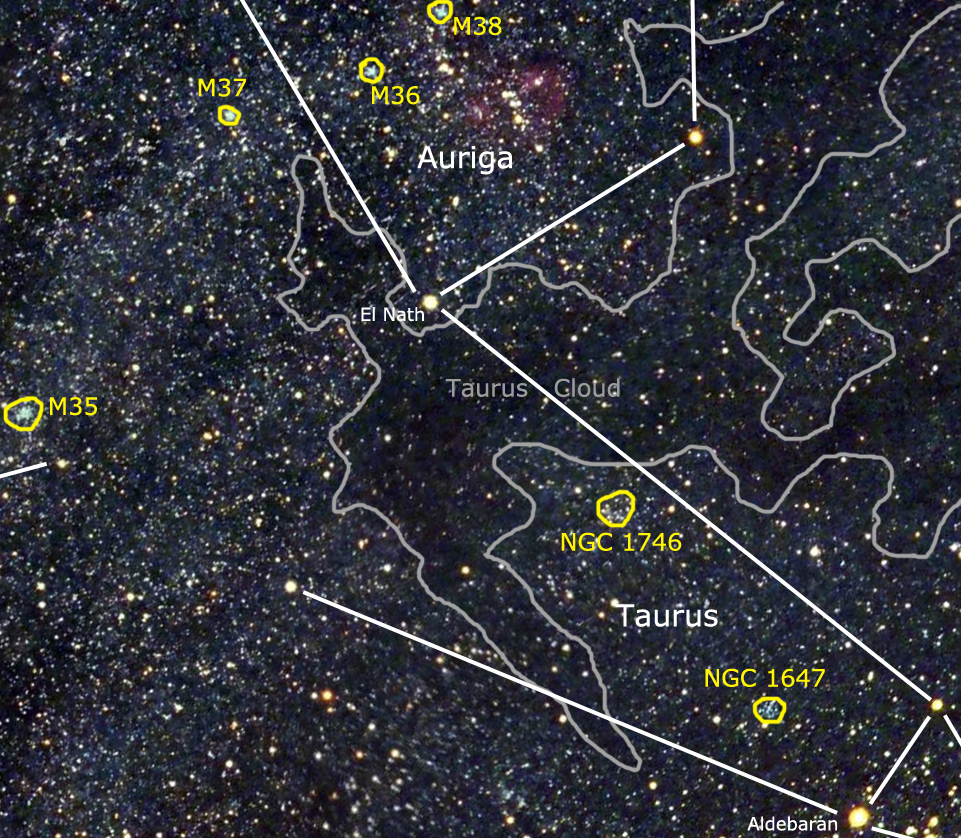
Immagine mappata del complesso oscuro del Toro.

Sia le foto astronomiche a lunga esposizione che i vari rilevamenti del cielo mostrano inequivocabilmente che l'area di cielo a oriente del Toro è fortemente oscurata da nubi, che si estendono dal piano galattico in direzione sud-ovest; negli ultravioletti è visibile una struttura simile. A seguito delle misurazioni effettuate durante il monitoraggio 2MASS e lo studio dei colori delle stelle della regione è emerso che la struttura nebulosa è divisa in due aree con caratteristiche differenti.
Non essendo presenti in prossimità della regione stelle di classe spettrale O e B, ossia giganti blu, le nubi oscure sono composte prevalentemente da gas non ionizzato e dunque non luminoso, la cui massa complessiva si aggira fra le 30.000 e le 40.000 M☉. Tramite osservazioni condotte alle linee del CO a vari isotopi e all'OH è stata confermata la natura filamentosa osservabile nella banda della luce visibile e nel vicino infrarosso; all'interno di queste strutture le osservazioni alle onde radio hanno permesso di scoprire alcuni addensamenti di gas molecolare con masse di 1-100 M☉. Con osservazioni a varie lunghezze d'onda, sono state scoperte e analizzate le strutture a più piccola scala; grazie all'alta risoluzione angolare di questi rilevamenti sono stati individuati dei punti in cui la materia è in collasso, e in alcuni di essi appare in orbita attorno a un disco che circonda una protostella. Nelle regioni più interne di questi dischi sono spesso presenti delle nebulose a riflessione bipolari.
Analizzando le aree più dense, come il bozzolo catalogato come TMC-1/L1534, sono state trovate delle evidenze della presenza di molecole inorganiche e organiche anche complesse; a partire dagli anni ottanta sono state infatti identificate molecole come alogenuri alchilici e strutture complesse inorganiche a base di carbonio, mostrando che i nuclei della nube possiedono una varietà chimica molto ampia prima della formazione di un eventuale disco protoplanetario e dei pianeti. Una funzione importante nei processi chimici delle nubi del Toro è svolta dai ghiacci, e in particolare del ghiaccio d'acqua, mentre la massa di ghiaccio di CO2 è pari al 25% di quella dell'acqua. Questi ghiacci contribuiscono all'assorbimento luminoso per circa 3 magnitudini, contro i 12 del complesso nebuloso dell'Ofiuco. Alcune osservazioni mostrano inoltre che l'assorbimento muta a seconda della linea di vista, indicando che le caratteristiche chimiche delle regioni vicine alle stelle di pre-sequenza principale sono differenti rispetto a quelle nei pressi di stelle stabili.

## Fenomeni di formazione stellare

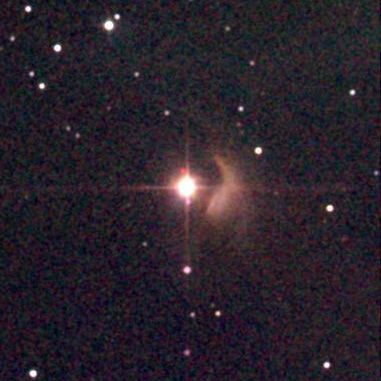
T Tauri, una giovane stella prototipo di una classe di oggetti stellari giovani.

### Stelle di pre-sequenza principale
All'interno del complesso del Toro è presente una ricca popolazione di stelle di pre-sequenza principale, fra cui le famose stelle T Tauri e la stessa stella prototipo di questa classe, T Tauri; queste stelle possiedono una variabilità dell'emissione luminosa e appartengono alle classi spettrali G, K e M, con forti linee di emissione dell'idrogeno neutro e del calcio ionizzato. Nel corso di varie osservazioni condotte a più lunghezze d'onda sono state scoperte tre popolazioni di stelle giovani; queste stelle giovani, note come protostelle, sono otticamente invisibili e raggiungono il picco di emissione fra il medio e il lontano infrarosso. Nelle regioni più centrali del complesso è stato osservato che molte delle stelle pre-sequenza principale presenti qui si trovano nei pressi delle nubi più dense e oscure, come B7, B18 e B22, mentre altre stelle appaiono proiettate lungo le sottili venature scure che collegano i vari bozzoli. Poiché queste stelle sono spesso più vecchie, le stelle T Tauri di questa regione appaiono meno concentrate nelle nubi oscure rispetto alle classiche stelle T tauri.

### Oggetti di Herbig-Haro
Evidenze del fatto che la formazione stellare è in atto si hanno anche dalla presenza di diversi oggetti di Herbig-Haro, che testimoniano la presenza di oggetti stellari in formazione di piccola massa; alcuni di questi oggetti mostrano dei notevoli bow shock, nubi arcuate formate dal materiale emesso che si incunea attraverso le dense nubi oscure, mentre altri appaiono associati a delle piccole nebulose a riflessione.

## Bibliografia

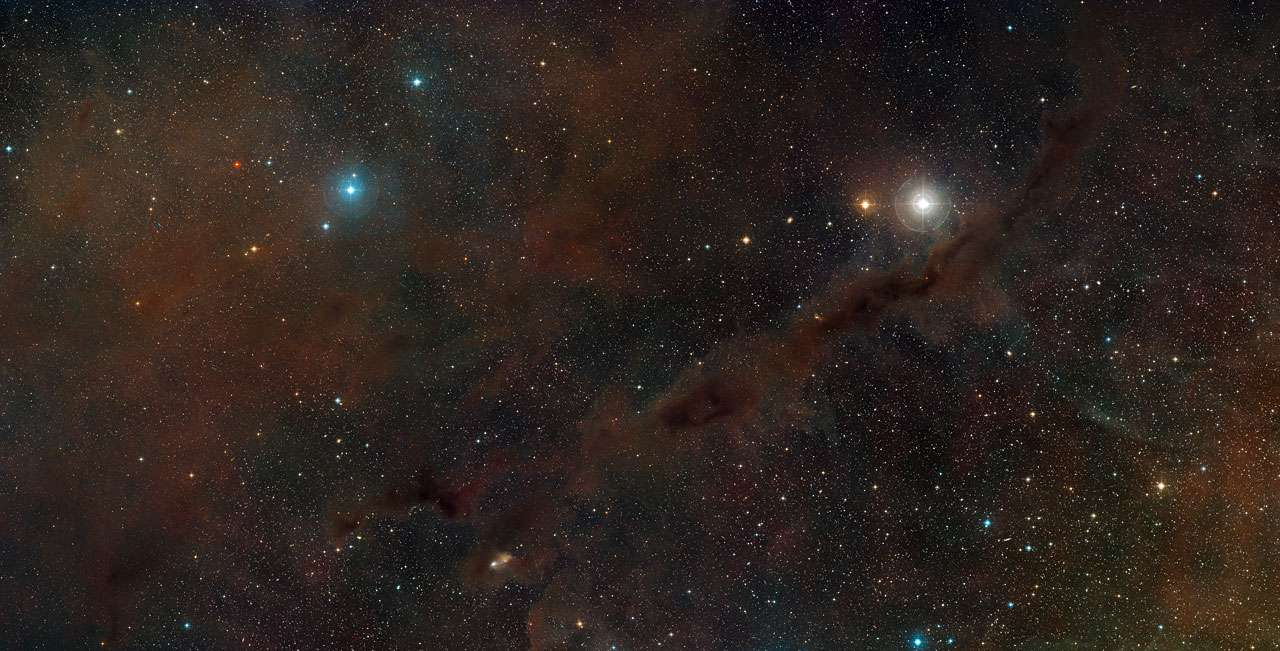
Porzione della Nube molecolare del Toro in prossimità della stella.

### Libri

#### Opere generali
- (EN) Stephen James O'Meara, Deep Sky Companions: Hidden Treasures, Cambridge University Press, 2007, ISBN 0-521-83704-9.
- (EN) Robert Burnham, Jr., Burnham's Celestial Handbook: Volume Two, New York, Dover Publications, Inc., 1978.
- (EN) Chaisson e McMillan, Astronomy Today, Englewood Cliffs, Prentice-Hall, Inc., 1993, ISBN 0-13-240085-5.
- (EN) Thomas T. Arny, Explorations: An Introduction to Astronomy, 3 updatedª ed., Boston, McGraw-Hill, 2007, ISBN 0-07-321369-1.
- AA.VV., L'Universo - Grande enciclopedia dell'astronomia, Novara, De Agostini, 2002.
- J. Gribbin, Enciclopedia di astronomia e cosmologia, Milano, Garzanti, 2005, ISBN 88-11-50517-8.
- W. Owen et al., Atlante illustrato dell'Universo, Milano, Il Viaggiatore, 2006, ISBN 88-365-3679-4.
- J. Lindstrom, Stelle, galassie e misteri cosmici, Trieste, Editoriale Scienza, 2006, ISBN 88-7307-326-3.

#### Sull'evoluzione stellare
- (EN) C.J. Lada e N. D. Kylafits, The Origin of Stars and Planetary Systems, Kluwer Academic Publishers, 1999, ISBN 0-7923-5909-7.
- A. De Blasi, Le stelle: nascita, evoluzione e morte, Bologna, CLUEB, 2002, ISBN 88-491-1832-5.
- C. Abbondi, Universo in evoluzione dalla nascita alla morte delle stelle, Sandit, 2007, ISBN 88-89150-32-7.
- M. Hack, Dove nascono le stelle. Dalla vita ai quark: un viaggio a ritroso alle origini dell'Universo, Milano, Sperling & Kupfer, 2004, ISBN 88-8274-912-6.

### Carte celesti
- Toshimi Taki, Taki's 8.5 Magnitude Star Atlas, su geocities.jp, 2005. URL consultato il 7 novembre 2010 (archiviato dall'url originale il 5 novembre 2018). - Atlante celeste liberamente scaricabile in formato PDF.
- (EN) Wil Tirion, Barry Rappaport e George Lovi, Uranometria 2000.0 - Volume I - The Northern Hemisphere to -6°, Richmond, Virginia, USA, Willmann-Bell, inc., 1987, ISBN 0-943396-14-X.
- (EN) Wil Tirion e Roger W. Sinnott, Sky Atlas 2000.0 - Second Edition, Cambridge, USA, Cambridge University Press, 1998, ISBN 0-933346-90-5.
- Wil Tirion, The Cambridge Star Atlas 2000.0, 3ª ed., Cambridge, USA, Cambridge University Press, 2001, ISBN 0-521-80084-6.

### Pubblicazioni scientifiche
- S.J. Kenyon, M. Gómez e B.A. Whitney, Low Mass Star Formation in the Taurus-Auriga Clouds, in Handbook of Star Forming Regions, Volume I: The Northern Sky, vol. 4, ASP Monograph Publications, 2008.

### Argomenti generali
- Toro (costellazione)
- Nebulosa
- Nebulose nella cultura popolare

### Argomenti specifici
- Braccio di Orione
- T Tauri
- Oggetti non stellari nella costellazione del Toro

### Fenomeni correlati
- Associazione OB
- Formazione stellare
- Nebulosa oscura
- Nube molecolare gigante
- Oggetto di Herbig-Haro
- Regione H I
- Regione H II
- Stella T Tauri